# Transferază

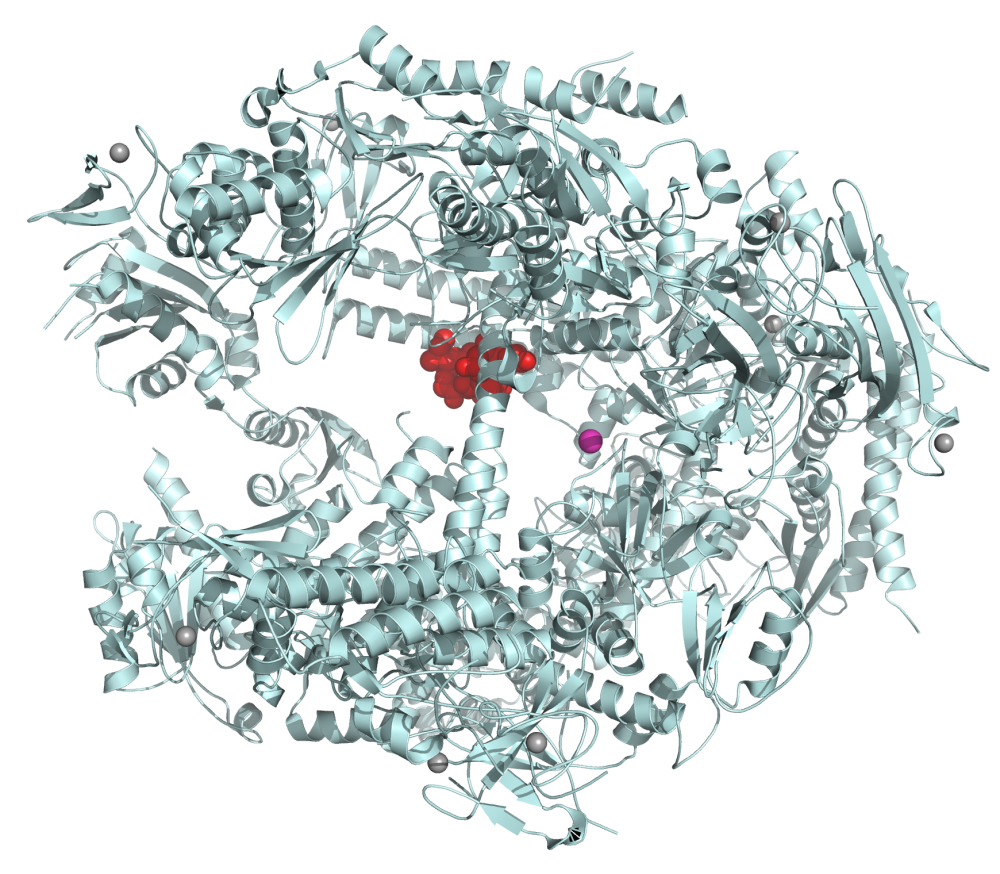
ARN-polimeraza de la specia Saccharomyces cerevisiae, complexată cu α-amanitina (roșu). În ciuda utilizării termenului de polimerază, ARN polimerazele sunt clasificate ca forme de nucleotidil transferaze.

Transferazele sunt enzime care catalizează procesele biochimice de transfer a anumitor grupe funcționale (de exemplu, metil -CH3, sau glicozil) de la un donor pe un acceptor.  Sunt implicate în sute de procese biochimice și fac parte din căile cele mai importante pentru metabolism.
Subîmpărțirea în cadrul clasei se face în funcție de natura radicalului transferat: metiltransferaze, aminotransferaze (transaminaze).
Transferazele sunt implicate în numeroase reacții de la nivel celular. Exemple importante sunt activitatea coenzima A (CoA) transferazei, care transferă esterii tiolici, acțiunea N-acetiltransferazei, care face parte din calea metabolică a triptofanului, și reglarea piruvat-dehidrogenazei (PDH), care convertește piruvatul la acetil CoA.. Transferazele au implicații și în procesul de translație. În acest caz, unitatea de aminoacid este grupa transferată de către o peptidil transferază. Transferul presupune eliminarea unei catene de aminoacid care este în formare de pe molecula de ARN de transfer din situsul A al ribozomilor și adiția acesteia la aminoacizii deja atașați la ARNt din situsul P.
Din punctul de vedere al mecanismului chimic, o transferază este capabilă să catalizeze următorul proces de transfer:
{\displaystyle GrupaX+Y{\xrightarrow[{transferaze}]{}}X+GrupaY}
În care X este molecula donor, iar Y molecula acceptor. Grupa notată este grupa funcțională transferată ca urmare a activității enzimatice. Donorul este de cele mai multe ori o coenzimă.

## Clasificare
Transferazele prezintă numărul EC EC 2 în sistemul de clasificare a enzimelor. Sunt împărțite în 10 subclase:
| Număr EC | Exemple                                                        | Grupe transferate                                                                                  |
| -------- | -------------------------------------------------------------- | -------------------------------------------------------------------------------------------------- |
| EC 2.1   | metiltransferază și formiltransferază                          | Grupe cu un singur atom de carbon                                                                  |
| EC 2.2   | transcetolază și transaldolază                                 | Grupe aldehidă sau cetonă                                                                          |
| EC 2.3   | aciltransferază                                                | Grupe acil sau care devin alchil prin transfer                                                     |
| EC 2.4   | glicosiltransferază, hexosiltransferază și pentosiltransferază | Grupe glicozil, dar și hexoze și pentoze                                                           |
| EC 2.5   | riboflavin sintetază și clorofil sintetază                     | Grupe alchil sau aril, altele decât metil                                                          |
| EC 2.6   | transaminază și oximinotransferază                             | Grupe ce conțin azot                                                                               |
| EC 2.7   | fosfotransferază, polimerază și kinază                         | Grupe ce conțin fosfor; subclasele sunt bazate pe natura acceptorului (ex. alcool, carboxil, etc.) |
| EC 2.8   | sulftransferază și sulfotransferază                            | Grupe ce conțin sulf                                                                               |
| EC 2.9   | selenotransferază                                              | Grupe ce conțin seleniu                                                                            |
| EC 2.10  | molibdentransferază și tungstentransferază                     | molibden sau wolfram                                                                               |